# ناحیه جیحون
ناحیهٔ قوم‌سنگیر (به تاجیکی: Ноҳияи Қумсангир) یکی از ناحیه‌های اداری ولایت ختلان است که در جنوب کشور تاجیکستان جای دارد و مرکز این ناحیه، جماعت قوم‌سنگیر است.

## حکومت
سرور ناحیهٔ قوم‌سنگیر، رئیس حکومت آن است که توسط رئیس‌جمهور تاجیکستان برگزیده می‌شود. نهاد قانونگذاری ناحیهٔ قوم‌سنگیر، مجلس نمایندگان خلق می‌باشد که توسط رأی‌دهندگان این ناحیه برای ۵ سال انتخاب می‌گردند.

## تقسیمات
جماعت‌های این ناحیه بشرح زیر است:
| بخش‌های شهرستان قوم‌سنگیر |       |
| جماعت (بخش)             | جمعیت |
| یکه‌دین                  | ۶۰۸۵  |
| تلمن                    | ۱۶۷۶۶ |
| کروپسکی                 | ۹۸۴۷  |
| قوم‌سنگیر                | ۱۸۷۲۴ |
| پنج                     | ۲۲۶۴۴ |
| دوستی                   | ۱۰۴۳۰ |